# マンチキン (カードゲーム)
マンチキン（Munchkin）は、テーブルトークRPG (TRPG) のプレイ風景をテーマにしたスティーブ・ジャクソン・ゲームズのカードゲーム、あるいはそのシリーズ。デザイナーはガープス等で知られるスティーブ・ジャクソンである。

## 概要
ダンジョン探索と戦闘を中心とするTRPG（例えば、D&Dのような）において、ルールの濫用やズルを用いてでも自分のPCだけを強く有利にしようとする“マンチキン”なプレイヤーの暴れぶりをモチーフとする多人数用カードゲームである。プレイヤーはモンスターを倒し、宝物を手に入れ、仲間（他のプレイヤー）を陥れて、勝利を目指す。一方、他のプレイヤーはモンスターを強化するカードや罠のカードや呪いのカードなどを使い、勝利を目指すプレイヤーを妨害する。これらのカードは、ダンジョン探索中心の（D&Dのような）TRPGでいかにも起こりそうな事柄をなぞっており、モンスターの名称も多くは（D&Dのような）TRPGに登場するものをなぞった上での駄洒落などになっている。
また、このゲームは多人数用ゲームであるため、勝ちそうなプレイヤーを妨害するために他のプレイヤーが協力し合う、その中で自分が有利な結果となるように適切なタイミングで裏切る、などといった駆け引きや交渉の要素が重要なものになっている。
本作はスティーブジャクソンゲームの人気商品となり、拡張セット（追加のカード）がいくつも発売されただけでなく、姉妹編にあたるカードゲーム（SFやホラーのTRPGなどをテーマとする）も多数発売されて1つのシリーズを形成している。しかも、これらの製品群はカードを互いに混ぜてプレイすることができるようになっている。この他、カードゲーム以外の関連製品もTRPGを含めて相当数が発売されている。

## 日本語版
日本においても、安田均による雑誌Role&Rollでの紹介などが行われ、2006年8月にはその安田均と柘植めぐみによる日本語版がアークライトより発売された。また、同年のイベントJGC 2006では体験会も開かれた。
この製品は英語版の基本セットと同じものである。なお、カード名の翻訳についてはそのユーモアを活かそうとして工夫が行われているという（故意に名称の一部を日本語とせず英語のカタカナ表記で残すなどといったことも行われている）。
基本セット以外の拡張セット類は翻訳されていなかったが、2007年9月3日にクトゥルフ神話（というよりは、テーブルトークRPG『クトゥルフの呼び声』のプレイ風景）をテーマとした「マンチキン・クトゥルフ」が安田均の翻訳で同じくアークライトから発売されている。

## 製品一覧（2009年2月現在）
- カードゲーム
  - マンチキン / Munchkin
  - Star Munchkin（SF、宇宙もの）
  - Munchkin Fu（刀・忍者・カンフーなどをチャンポンにしたいわゆる「誤解された日本文化」もの）
  - Munchkin Bites!（吸血鬼もの、いわゆるゴシックパンク）
  - Super Munchkin（アメコミ）
  - Munchkin Impossible（スパイもの）
  - マンチキン・クトゥルフ / Munchkin Cthulhu（ホラーもの）
  - The Good, the Bad, and the Munchkin（西部劇もの）
  - Munchkin Booty（海賊もの）
- 拡張セット（追加カード）
  - Munchkin 2 - Unnatural Axe
  - Munchkin 3 - Clerical Errors
  - Munchkin 4 - The Need For Steed
  - Munchkin 5 - De-Ranged
  - Munchkin 6 – Demented Dungeons
  - Munchkin 7 – More Good Cards
  - Star Munchkin 2 - The Clown Wars（Star Munchkin用）
  - Munchkin Fu 2 - Monky Business（Munchkin Fu用）
  - Munchkin Bites! 2（Munchkin Bites!用）
  - Super Munchkin 2 - The Narrow S Cape（Super Munchkin用）
  - Munchkin Cthulhu 2 - Call of Cowthulhu（Munchkin Cthulhu用）
  - Munchkin Cthulhu 3 – The Unspeakable Vault（Munchkin Cthulhu用）
  - Munchkin Cthulhu Cursed Demo
  - Munchkin Booty 2 - Jump the Shark（Munchkin Booty用）
  - Epic Munchkin
  - Munchkin Tournament Rules
  - Munchkin Blender（マンチキンとStar Munchkin、Munchkin Fuを併せてプレイする時の追加カード）
  - Munchkin Rigged Demo（デモプレイ用の小型セット）

- ボードゲーム
  - Munchkin Quest(「ダンジョン」や「ドア」がタイルになっていてそこにプレイヤーやモンスターの駒を配置する）

- TRPG（d20システム用製品）
  - Munchkin Player's Handbook
  - Munchkin Master's Guide
  - Munchkin Monster Manual
  - Munchkin Master's Screen
  - Munchkin Monster Manual 2.5
  - Star Munchkin Roleplaying Game
  - The Munchkin's Guide to Power Gaming

- その他
  - Munchkin Dice（特製ダイスセット）
  - Munchkin Miniatures（基本セットでカードの図柄になっていたキャラクタのミニチュアセット）
  - Munchkin Level Counter（ダイアル式のカウンター）
  - Munchkin T-shirts（カードや箱の絵を使ったTシャツ）
  - Toon Munchkin（ユーモアTRPG「トゥーン」でマンチキンをプレイするサプリメント、PDF販売のみ）
  - Munchkin Water（特製ボトルを使った単なるミネラルウォーター。通販されたが即日完売）
  - Munchkin Bobblehead（フィギュア）
  - Munchkin Coin（プレイ用のコイン）
  - Mask of the Munchkin（紙製のお面）